# Paleopneustina
Sous-ordre
Les Paleopneustina sont un sous-ordre d'oursins dits « irréguliers » de l'ordre des Spatangoida.

## Morphologie
Les Paleopneustina sont des oursins spatangoïdes (« patates de mer » ou « oursins-cœur ») au corps ovoïde ; leur face aborale est convexe et leur face orale plane. Les piquants sont souvent longs et de morphologie très variée en fonction de leurs localisation sur le corps (et parfois presque absents).
Ce sous-ordre est apparu au Crétacé (Cénomanien).

## Liste des familles
Selon World Register of Marine Species (12 septembre 2013) :
- super-famille Paleopneustidea A. Agassiz, 1904
  - famille Paleopneustidae A. Agassiz, 1904 -- 3 genres
  - famille Pericosmidae Lambert, 1905 -- 2 genres
- famille Periasteridae Lambert, 1920a † -- 1 genre
- famille Prenasteridae Lambert, 1905 -- 3 genres actuels, 5 genres éteints
- famille Schizasteridae Lambert, 1905 -- 12 genres actuels, 11 genres éteints
- famille Unifasciidae Cooke, 1959 † -- 1 genre
- Paleopneustina incertae sedis A † -- 1 genre (éteint)
- Paleopneustina incertae sedis A
  - genre Eopericosmus Markov & Solovjev, 2001 †
  - genre Hemigymnia Arnaud, 1898 †
  - genre Schizocosmus Markov, 1990
- Paleopneustina incertae sedis B 
  - genre Amphipneustes Koehler, 1900
  - genre Brachysternaster Larrain, 1985
  - genre Brissolampas Pomel, 1883 †
  - genre Genicopatagus A. Agassiz, 1879
  - genre Heterobrissus Manzoni & Mazzetti, 1878
  - genre Megapetalus H.L. Clark, 1929 †
  - genre Parapneustes Koehler, 1912
  - genre Pygospatangus Cotteau, 1888 †

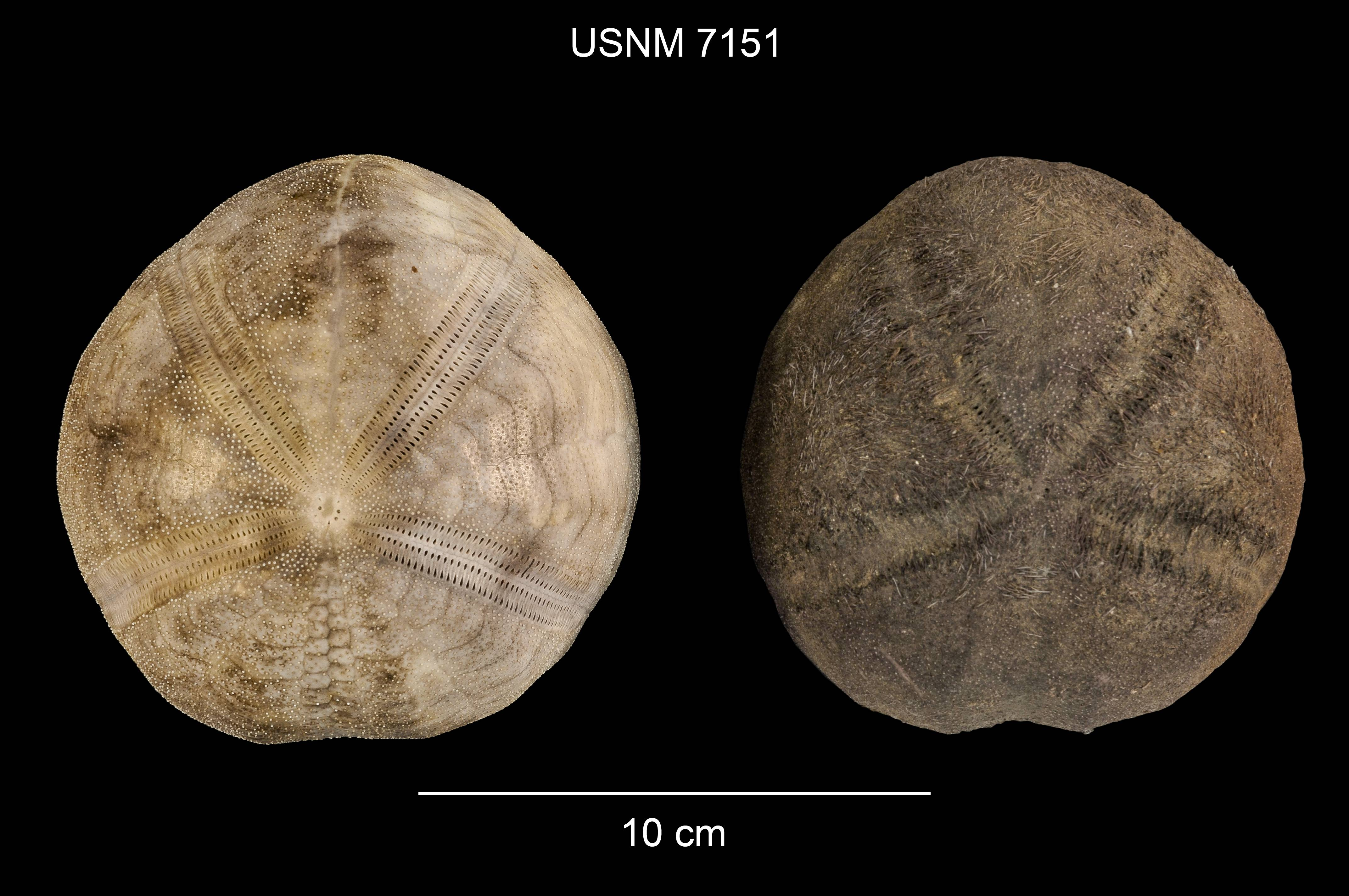
Plesiozonus diomedeae (Paleopneustidae).
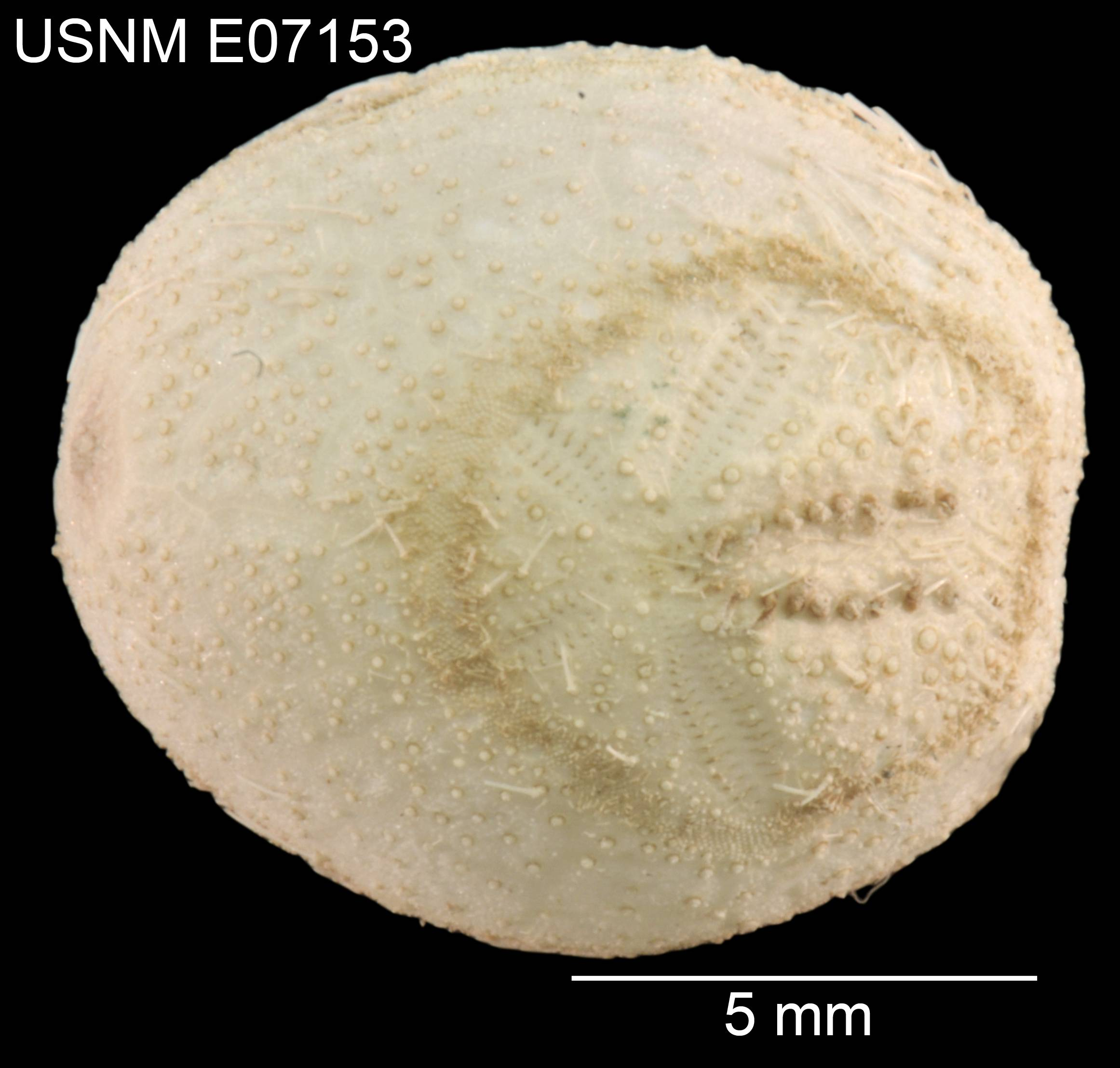
Pericosmus melanostomus (Pericosmidae).
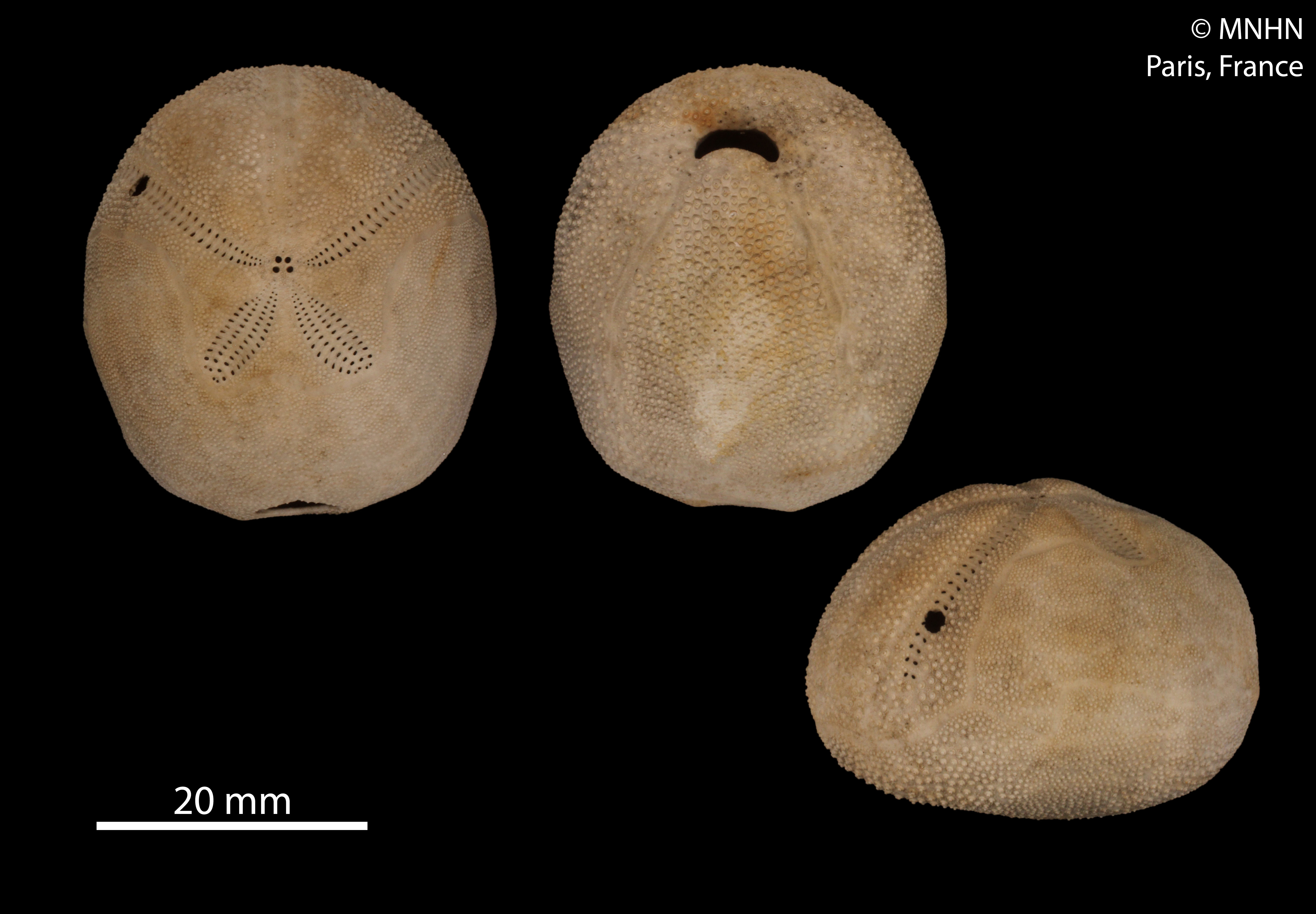
Agassizia scrobiculata (Prenasteridae).
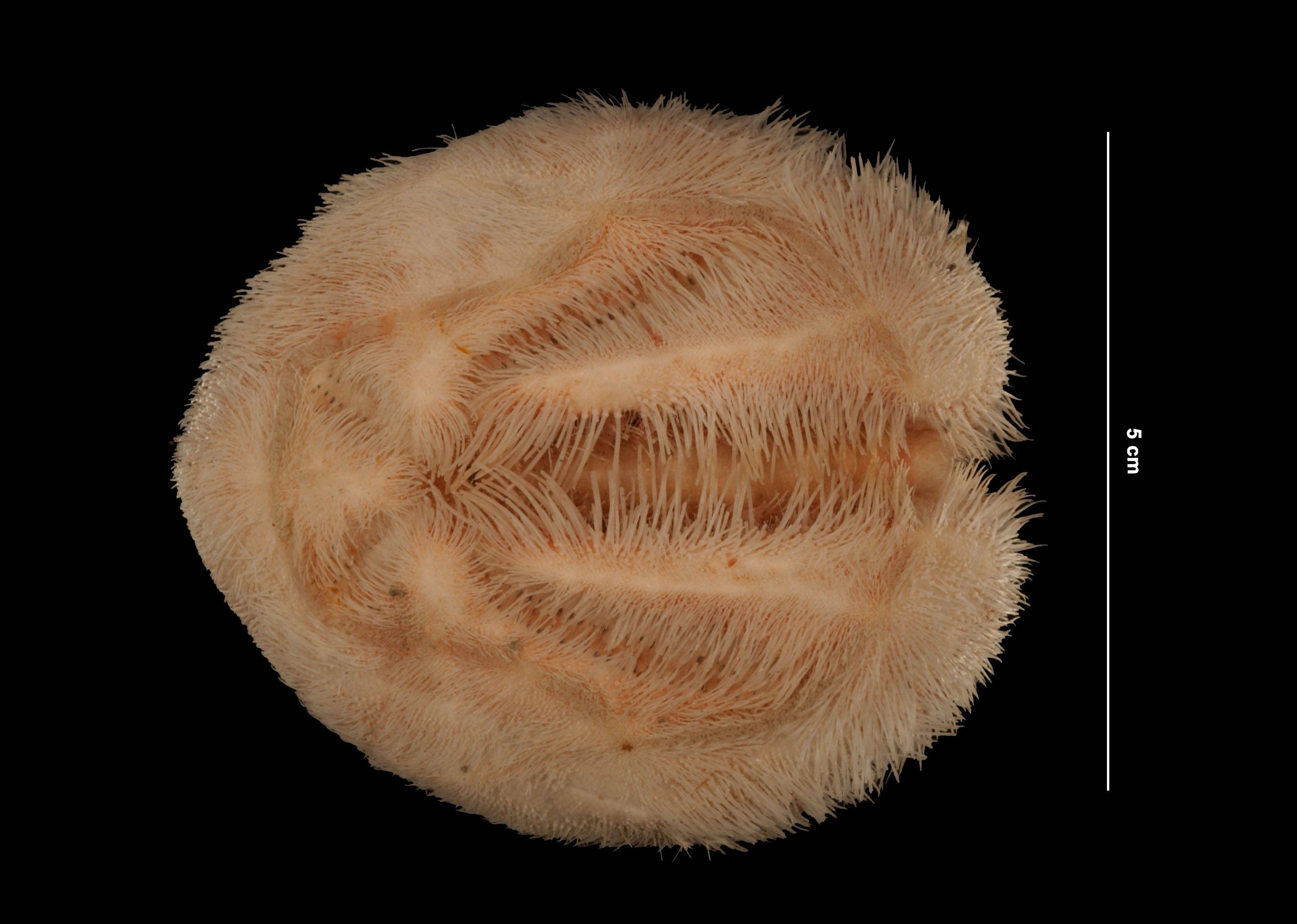
Schizaster orbignyanus (Schizasteridae).
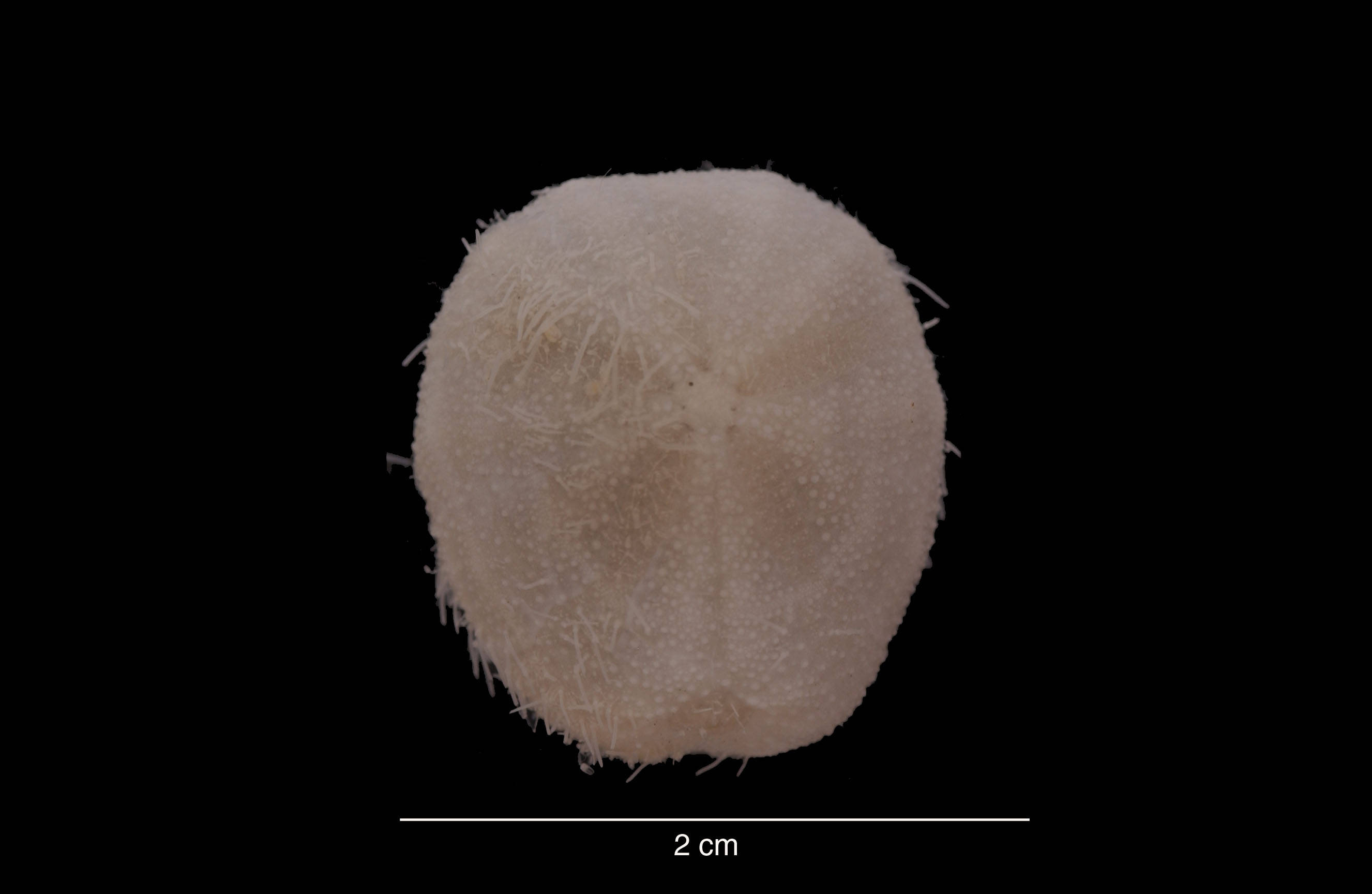
Schizocosmus abatoides, une des espèces placées sous « Paleopneustina incertae sedis A ».
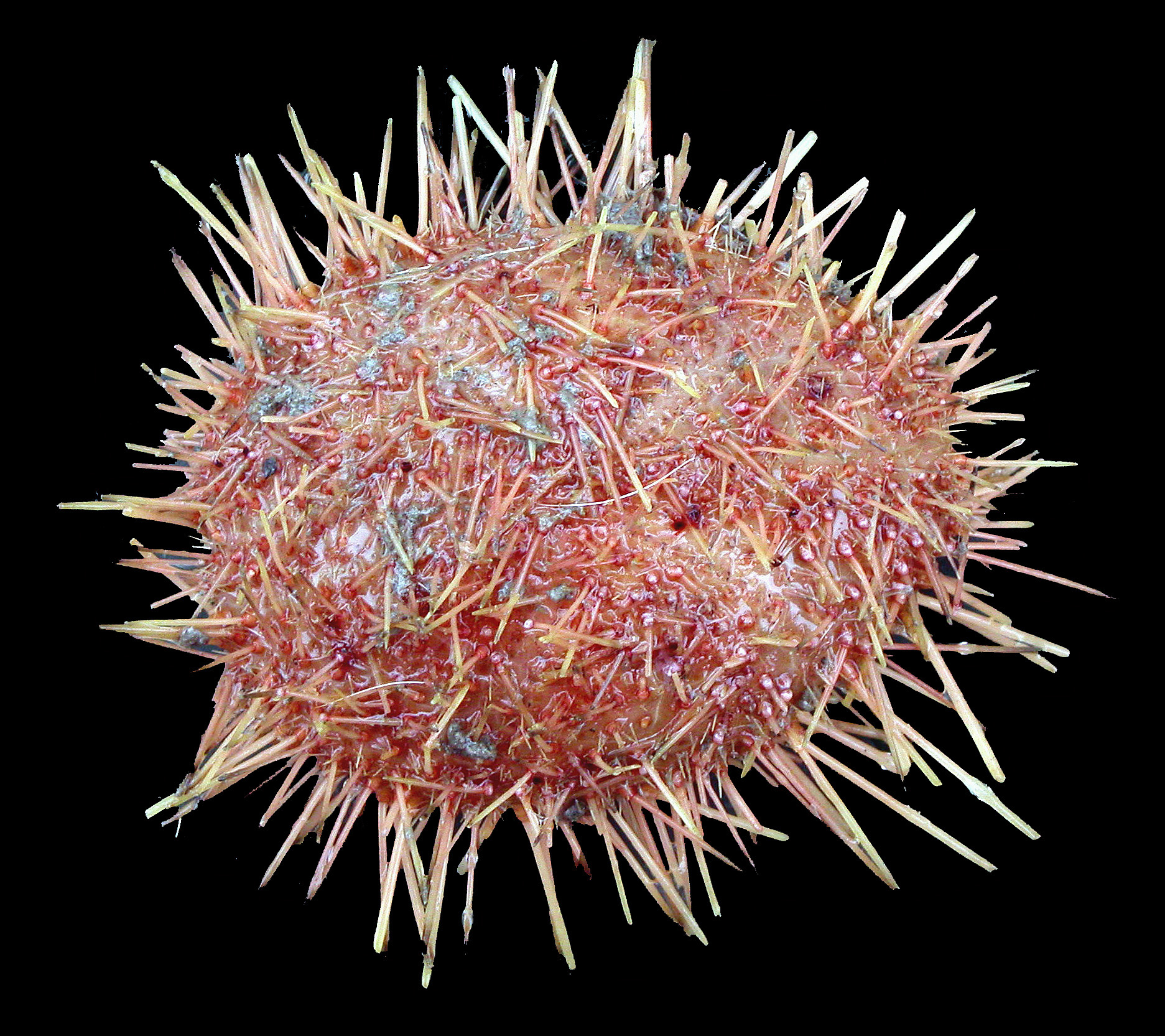
Brachysternaster chesheri, une des espèces placées sous « Paleopneustina incertae sedis B ».
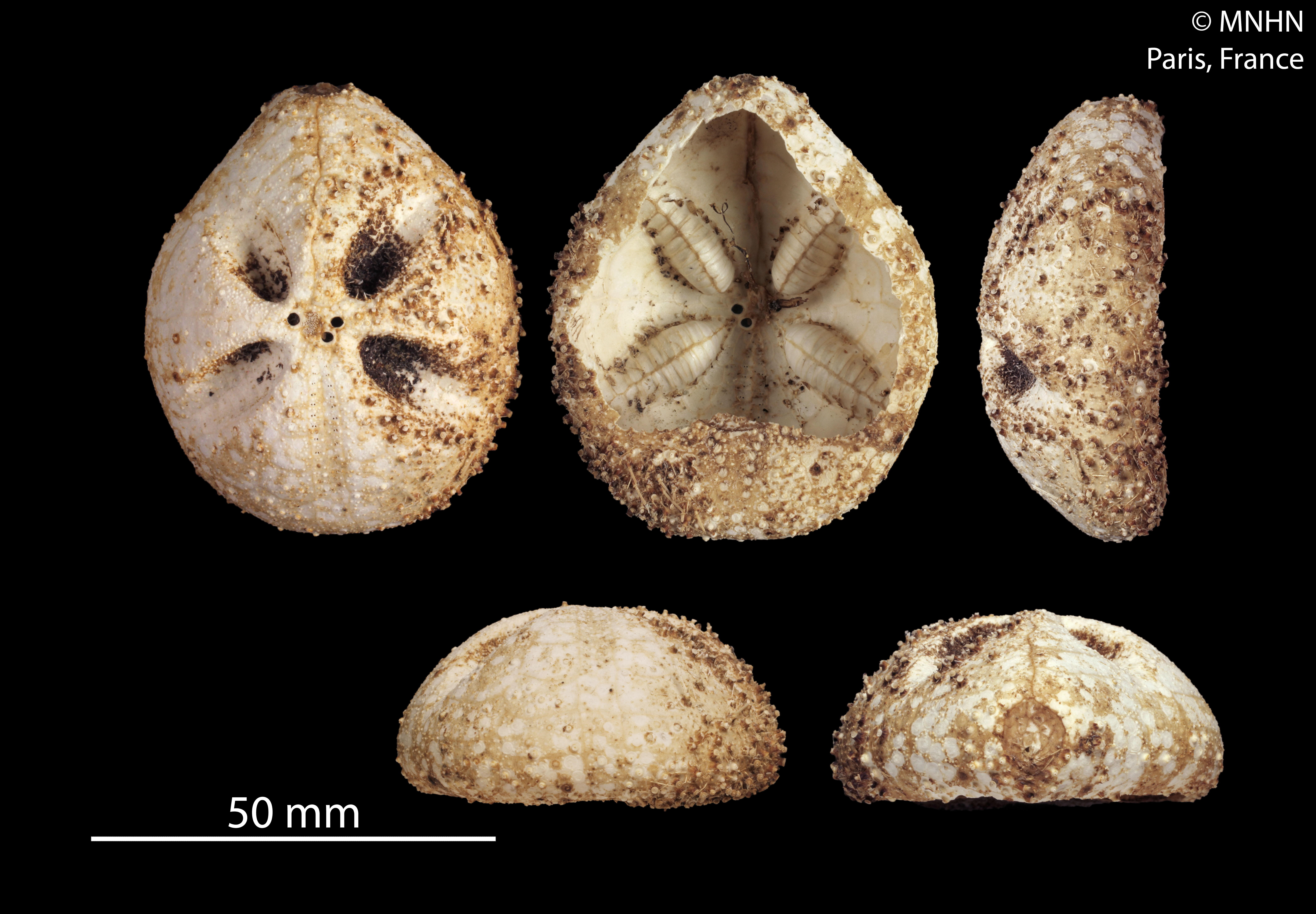
Amphipneustes davidi (idem).
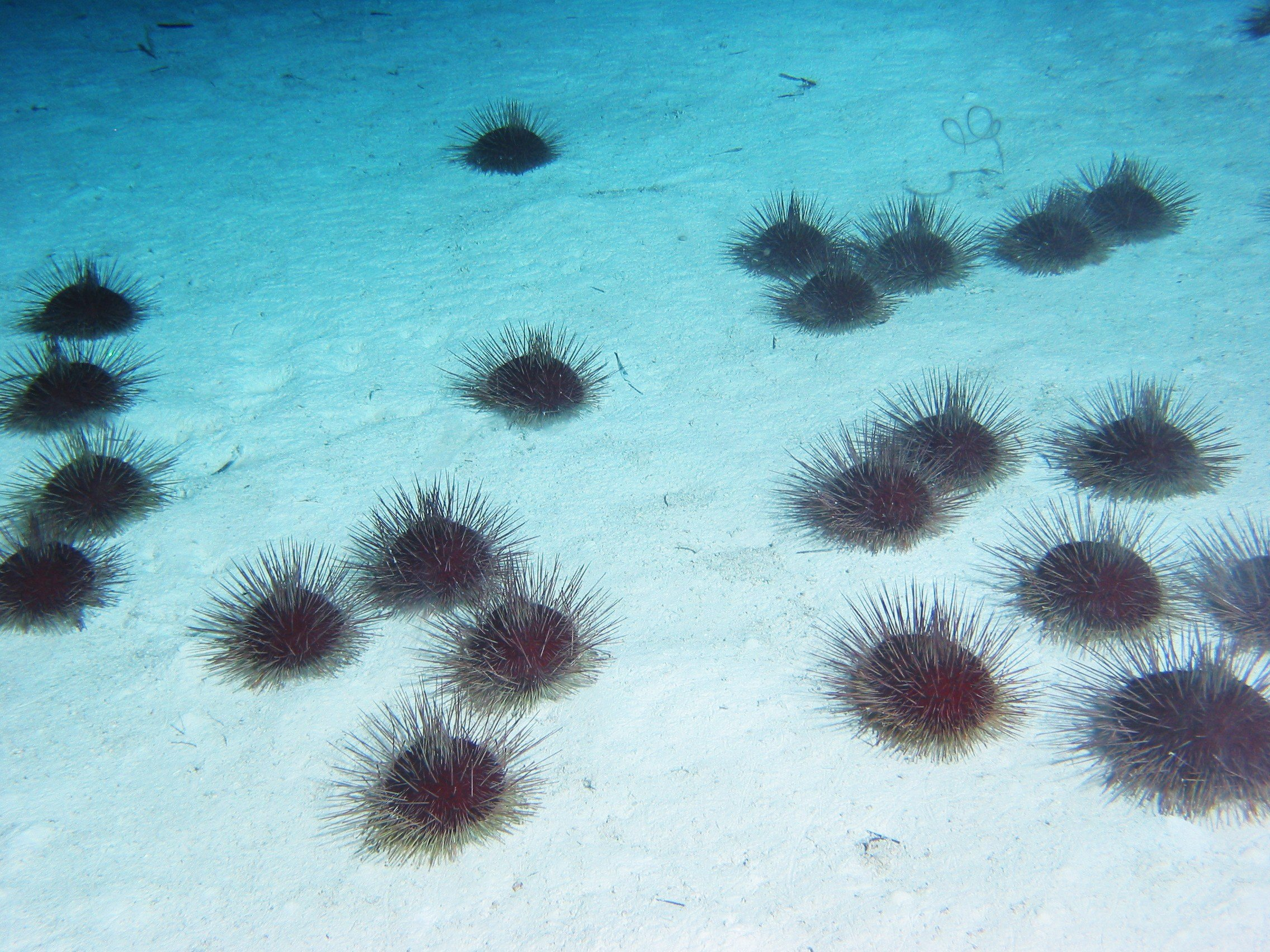
Heterobrissus hystrix (idem).
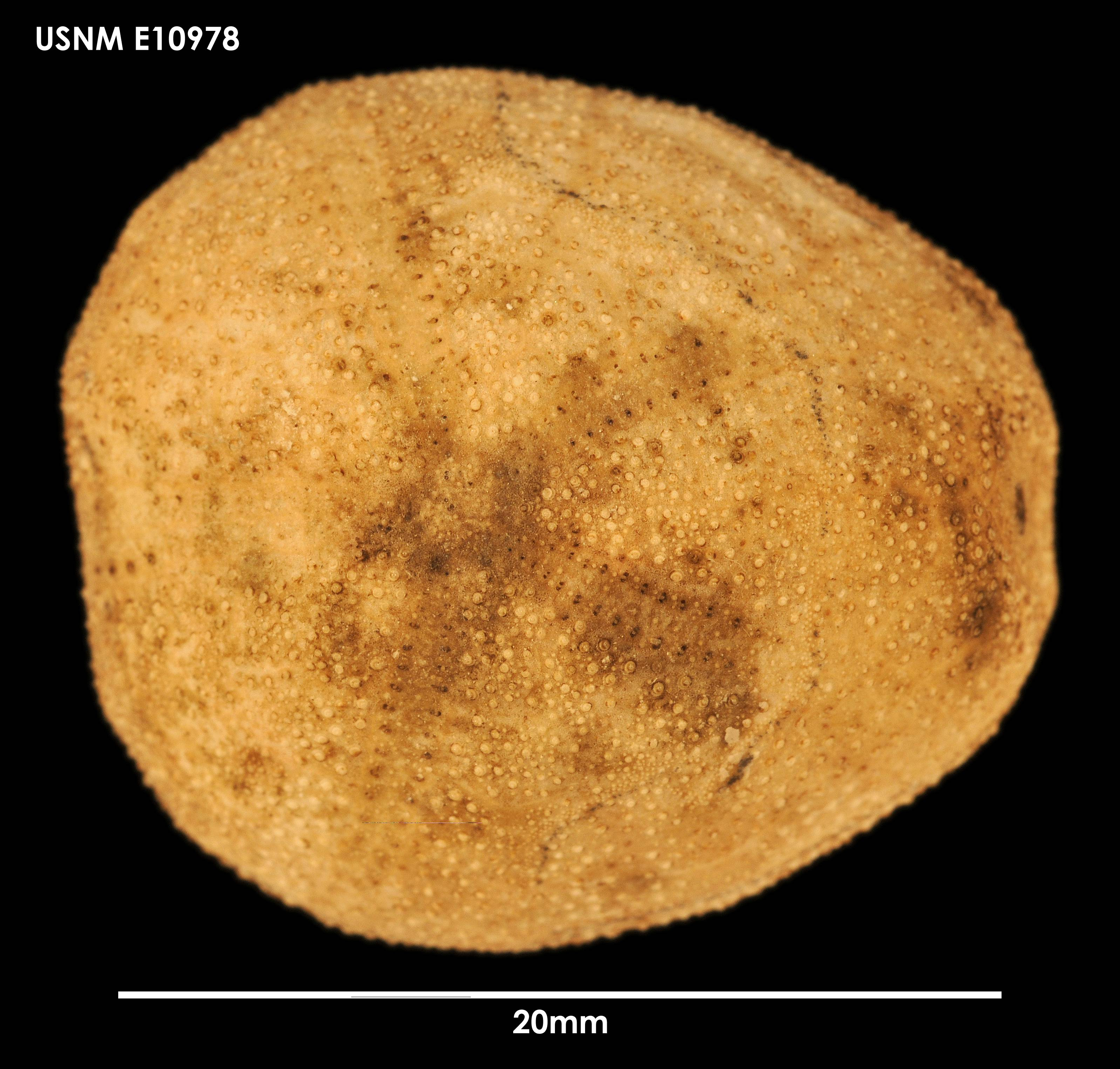
Parapneustes reductus (idem).

## Publication originale
- (ru) Markov, A. V. & Solovjev, A. N. 2001, « [Echinoids of the family Paleopneustidae (Echinoidea, Spatangoida): morphology, taxonomy, phylogeny] », Geos, 1-109.